# 権五奎
権 五奎（クォン・オギュ、1952年6月27日 - ）は、大韓民国の政治家。同国大韓民国財政経済部長官（第14代）。

## 経歴
江原道江陵市出身。本貫は安東権氏。ソウル大学校経済学科卒。1999年に財政経済部経済政策局局長を務め、2001年には、財政経済部次官補を務めた。2002年には、調達庁長官に就任し、2003年に盧武鉉が大統領に就任すると、大統領政策首席補佐官に任命された。2004年には経済協力開発機構（OECD）大使、国際通貨基金（IMF）代理大使を務めた。2006年7月には副総理兼財政経済部長官に就任した。2007年3月7日に韓明淑総理が辞職し、同年3月9日まで国務総理の代行を務める。同年10月2日に金正日総書記と会談するため、訪朝した盧武鉉に随行し、会談に同席した。同年10月18日にはアメリカを訪問し、スーザン・シュワブ通商代表と会談し、米韓自由貿易協定の早期批准を求めた。同年12月に開かれた、南北経済協力共同委員会に出席するために訪韓した、北朝鮮の全承勲副総理と会談した。2008年に盧武鉉が大統領を退任することに伴い、財政経済部長官を退任した。同年8月に財政経済部が企画財政部に改組されたことにより、最後の財政経済部長官となった。2009年に死去した盧武鉉元大統領の国民葬葬儀委員会運営委員を務めた。